# Wiscasset (Maine)
Wiscasset es un pueblo ubicado en el condado de Lincoln en el estado estadounidense de Maine. En el Censo de 2010 tenía una población de 3.732 habitantes y una densidad poblacional de 52,09 personas por km².

## Geografía
Wiscasset se encuentra ubicado en las coordenadas 44°0′53″N 69°41′19″O / 44.01472, -69.68861. Según la Oficina del Censo de los Estados Unidos, Wiscasset tiene una superficie total de 71.64 km², de la cual 63.8 km² corresponden a tierra firme y (10.95%) 7.84 km² es agua.

## Demografía
Según el censo de 2010, había 3.732 personas residiendo en Wiscasset. La densidad de población era de 52,09 hab./km². De los 3.732 habitantes, Wiscasset estaba compuesto por el 96.78% blancos, el 0.48% eran afroamericanos, el 0.38% eran amerindios, el 0.86% eran asiáticos, el 0% eran isleños del Pacífico, el 0.05% eran de otras razas y el 1.45% pertenecían a dos o más razas. Del total de la población el 1.05% eran hispanos o latinos de cualquier raza.